# Alexandre Rossi
Alexandre Pongrácz Rossi é um especialista em comportamento animal, palestrante e apresentador de programas de TV e rádio brasileiros, que abordam dicas comportamentais para melhorar o relacionamento entre os pets e os seus donos. Já teve quadro no Domingo Espetacular, da Rede Record, no Programa Eliana, do SBT, chamado Desafio Pet, e comandou aos domingos, das 7h às 8h, na rádio Jovem Pan, o programa Pet na Pan. Atualmente, ele é convidado especial do programa É de Casa, da Rede Globo, e apresenta no canal por assinatura Nat Geo o programa Missão Pet.
Formado em zootecnia pela Universidade de São Paulo (USP) e graduando de Medicina Veterinária pela FMU, Alexandre Rossi possui especialização em Comportamento Animal e obteve o primeiro título de especialista na área na Universidade de Queensland, em 1997.

## Biografia e carreira
Alexandre começou a se interessar por comportamento animal aos seis anos, observando seus peixes no aquário. Ele os ensinou a passar por argolas e a tocar pequenos sinos na hora de comer. O treinamento se estendeu a coelhos, hamsters e a bichos de estimação dos amigos. Após se especializar na área, Rossi desenvolveu pesquisas em zoológicos da Irlanda, Portugal e África do Sul, adquirindo experiência no adestramento das mais variadas espécies, de elefantes a cangurus. Ao retornar ao Brasil, concluiu o mestrado em Psicologia, também pela USP.
Em 1998, Alexandre criou a Cão Cidadão, empresa especializada em adestramento em domicílio e consultas de comportamento, que também oferece cursos, palestras e workshops. A missão da empresa é melhorar a integração do cão na família e na sociedade, por meio da educação.
Sua primeira aparição na televisão ocorreu no programa SPTV, da Rede Globo. No ano de 2010, Alexandre passou a integrar o time de colunistas da rádio BandNews FM, emissora em que apresentou até 2015 o programa É o Bicho! e, no mês de março de 2012, foi anunciada a sua contratação pela Fox, para a apresentação do programa semanal sobre pets, Missão Pet, no canal de TV a cabo Nat Geo.
Hoje, Alexandre Rossi é convidado especial do programa É de Casa, da Rede Globo, e apresenta no canal por assinatura Nat Geo o programa Missão Pet. Por quatro anos, o especialista também esteve à frente do Programa Eliana, do SBT, e apresentou o quadro Desafio Pet. Alexandre também apresentou pílulas sobre comportamento animal durante a programação da rádio Jovem Pan e, aos domingos, das 7h às 8h, comandou o programa Pet na Pan, na rádio Jovem Pan AM.

## Mascotes
Alexandre conta com a companhia da cadela sem raça definida Estopinha, cujas aparições são registradas no Facebook. Alexandre também adotou o cão Bartholomeu, carinhosamente chamado de Barthô, um vira-lata peludo de cores branca e preta. Mais recentemente, a gatinha Miah foi adotada e passou a integrar a Família Rossi.

## Técnica de adestramento
A técnica utilizada por Alexandre Rossi é o "adestramento inteligente", método baseado em reforços positivos, que valoriza as atitudes corretas. O objetivo é melhorar a relação entre o dono e o bicho de estimação, respeitando os limites de cada um. Inicialmente desenvolvido para cães, o Adestramento Inteligente também pode ser aplicado em outros animais, como gatos, papagaios, peixes etc. É possível ensinar, por exemplo, gatos a obedecerem comandos, papagaios a fazerem truques e a não bicarem pessoas, e peixes a realizarem pequenos malabarismos.

## Programas atuais
Atualmente, Alexandre Rossi é convidado especial no programa É de Casa, da Rede Globo, e apresenta no canal por assinatura Nat Geo o programa Missão Pet.
- Missão Pet,[6] do canal por assinatura Nat Geo. Alexandre ajuda a resolver problemas graves de comportamento animal, que a maioria das pessoas acredita que não há mais solução.
- Desafio Pet (2012) - quadro sobre comportamento animal exibido pelo Programa Eliana, do SBT.
- Dr. Pet (2009) - quadro sobre comportamento animal do jornalístico Domingo Espetacular, transmitido aos domingos pela Rede Record.
- Colaborador do Programa Mais Você (2007 a 2008) - Programa de variedades, apresentado por Ana Maria Braga, e transmitido de segunda a sexta pela Rede Globo.
- Colaborador do Programa Pra Valer (2006) - Programa feminino, apresentado por Claudete Troiano, e transmitido de segunda a sexta pela Rede Bandeirantes.
- Colaborador do Programa Silvia Poppovic (2005) - Apresentador do quadro sobre comportamento animal do Programa Silvia Poppovic, transmitido pela TV Cultura.
- Colaborador do Programa Late Show (2002 a 2005) - Programa sobre animais, apresentado por Luisa Mell e transmitido aos domingos pela Rede TV!.

## Livros
- Os segredos dos gatos (2016) - Autor, em parceria com a veterinária Paula Itikawa. Edição revisada.
- Adestramento Inteligente - Como treinar seu cão e resolver problemas de comportamento[7] (2015) - Editora Saraiva - Autor.
- Eu cuido com carinho do meu cão[8] (2011) - Editora Caramelo - Autor, em parceria com a veterinária Regina Rheingantz Motta.
- Eu cuido com carinho do meu gato (2011) - Editora Caramelo - Autor, em parceria com a veterinária Regina Rheingantz Motta.
- Cão de Família (2011) - Editora Agir - Autor, em parceria com a veterinária Alida Gerger.
- Adestramento Inteligente: Técnicas de adestramento e soluções de problemas de comportamento (2009) - Editora Saraiva - Autor.
- Os segredos dos gatos (2008) - Autor, em parceria com a veterinária Paula Itikawa.
- Série Conhecendo seu melhor amigo - Editora Artemeios - Autor, em parceria com Mauro Anselmo Alves.
- Meu Irmão, o Cão (2002) - Editora Germinal - Autor, em parceria com a veterinária Regina Rheingantz Motta.
- Adestramento Inteligente com Amor, Humor e Bom Senso (1999) - Editora CMS - Autor.